# Ер (језеро)
Језеро Ер (енгл. Lake Eyre, на језику домородаца: Kati-tanda) је, у ретким случајевима када је пуно воде, највеће језеро Аустралије (и државе и континента). Налази се на висини од 17 метара испод површине мора и по томе је најнижа тачка Аустралије. Максимална површина језера је 9.500 . Ово слано језеро се налази у центру басена језера Ер.
Име је добило по британском истраживачу Едварду Џону Еру, који га је открио 1840. Званично име језера је промењено у децембру 2012. како би се комбиновало име „Језеро Ер“ са абориџинским именом, Кати Танда. Аутохтони назив над језером и околним регионом користи народ Арабана. Језеро Ер се налази у сушној области централне Аустралије, на северу савезне државе Јужна Аустралија. То је најнижи део равнице слане пустиње. У језеру се и током најсушнијих година задржи нешто воде (тада се формирају Северно и Јужно језеро Ер, која су повезана каналом). Током кишне сезоне реке доносе воде са северозапада из области Аутбек у Квинсленду. Количина монсунских киша одређује колика ће бити дубина језера. Једном у сваке три године дубина језера достигне 1,5 метар, а једном у деценији допре до 4 метра. Сваких 25 година језеро се потпуно испуни, док већ наредног лета већина воде испари.

## Географија
Кати Танда - језеро Ер се налази у пустињама централне Аустралије, на северу Јужне Аустралије. Басен језера Ер је велики ендорејски систем који окружује дно језера, чији је најнижи део испуњен карактеристичном соним покровом изазваном сезонским ширењем и накнадним испаравањем заробљених вода. Чак и у сушној сезони, у Кати Танда - језеру Ер обично остаје нешто воде, која се обично скупља у преко 200 мањих подјезера унутар његових маргина. Језеро је настало еолским процесима након што је дошло до тектонског подизања према југу након краја епохе плеистоцена.
Током кишне сезоне, реке из североисточног дела басена језера Ер — у залеђу (југозападни и централни) Квинсленд — теку ка језеру кроз земљу Канала. Количина воде из монсуна одређује да ли ће вода стићи до језера и, ако дође, колико ће језеро бити дубоко. Просечна количина падавина на подручју језера је 100 до 150 mm (3,9 до 5,9 in) годишње.
Висина −15 m (−49 ft) која се обично приписује Кати Танда - језеру Ер односи се на најдубље делове дна језера, у заливу Белт и заливу Мадиган. Обала се налази на −9 m (−30 ft). Језеро је подручје максималног таложења седимента у басену језера Ер.
Језеро Ер је подељено на два дела које спаја Гојдер канал. Они су познати као језеро Ер Sевер, које је 144 km (89 mi) у дужину и 65 km (40 mi) широко, и језеро Ер Југ, које мери 65 пута 24 km (40 са 15 миља). Кора соли је најдебља — до 50 cm (20 in) — у јужном заливу Белт, заливу Џекбут и подсливовима залива Мадиган у северном језеру Ер.
Од 1883. дају се предлози да се језеро Ер поплави морском водом доведеном у слив преко канала или цевовода. Сврха је била, делимично, да се повећа испаравање и тиме повећа количина падавина у региону низ ветар од проширеног језера Ер. Додатна количина падавина је моделована као мала. Због ниске надморске висине слива испод нивоа мора и високе годишње стопе испаравања у региону (између 2.500 и 3.500 mm (98 и 138 in)), такве шеме се генерално сматрају непрактичним, јер је вероватно да би акумулација наслага соли брзо блокирала пројектовани канал.

## Историја
Вангкангуру (такође познат као Арабана/Вангкангуру, Вангангуру, Вонгкангуру) је језик аустралијских Абориџина који се говори у земљи Вангкангуру. Он је уско повезан са арабанским језиком у Јужној Аустралији. Регија вангкангурског језика се традиционално налазила у граничном региону Јужне Аустралије и Квинсленда, обухватајући Бирдсвил и протезајући се на југ према Инаминки и Кати Танди, укључујући области локалне самоуправе у округу Дијамантина, као и Управу залеђинске заједнице Јужне Аустралије.

## Поплаве
Обично се поплава од 1,5 m (5 ft) дешава сваке три године, поплава од 4 m (13 ft) сваке деценије, и попуњава или скоро пуни језеро неколико пута у веку. Вода у језеру брзо испари, са мањим или средњим поплавним сушењем до краја следећег лета. Већина воде која улази у језера стиже преко реке Ворбертон.
У годинама јаког Ла Ниње, језеро може да се напуни. Од 1885. године, ово се дешавало 1886–1887, 1889–1890, 1916–1917, 1950, 1955, 1974–1977, и 1999–2001, са највећом поплавом 6 m (20 ft) у 1974. Локална киша такође може да испуни Кати Танда – језеро Ер до 3–4 m, као што се дешавало 1984. и 1989. Обилној киши у јануару 2007. било је потребно око шест недеља да стигне до језера, али је у њега унела само малу количину воде.

### 2009 до 2011
Поплава језера Ер из 2009. године достигла је врхунац на дубини од 1,5 m (5 ft) крајем маја, што је четвртина његове највеће забележене дубине од 6 m (20 ft). Количина од 9 km3 (2 cu mi) воде прешла је границу Квинсленда и јужне Аустралије, а највећи део долази од великих поплава у реци Џорџина. Међутим, захваљујући веома малој количини падавина у доњим токовима ових река (за разлику од обилних падавина у горњим сливовима), већи део се упио у пустињу или испарио на путу до језера, остављајући мање од 4 km3 (0,96 cu mi) у језеру, које је покривало површину од 800 km2 (309 sq mi), или 12% укупне површине. Како поплава није почела да испуњава најдубљу тачку језера (Белт залив) све до краја марта, појавио се мали број птица, које су се радије гнездиле у горњем току басена језера Ер, северно од Бирдсвила, где су се велика језера појавила у јануару као резултат монсунске кише.
Обилне падавине у лето 2010. довеле су до поплава у сливовима Дијамантина, Џорџине и Купер Крика у басену језера Ер, при чему је поток Купер стигао до језера први пут од 1990. Веће падавине су навеле мноштво различитих птица да мигрирају назад у подручје за узгој.
Јака локална киша почетком марта 2011. у сливовима Стјуарт Крика и Воринера испунила је језеро Ер Југ, при чему је језеро Ер Север око 75 процената прекривено водом прво из река Нилс и Макумба, а касније из реке Ворбертон.

### 2015 до 2016
Крајем 2015. вода је почела да тече у језеро Ер након јаке кише на североистоку државе.

### 2019
Крајем марта 2019. године, поплавне воде су почеле да пристижу као резултат бујичних киша у северном Квинсленду у јануару. У прошлости је води требало од три до 10 месеци да стигне до језера, али овог пута је стигла за два. Прву поплаву је уско пратио још један талас, након кише коју је произвео циклон Тревор. Традиционални власници и сточари се слажу да је од суштинске важности да река тече својим током и да се не треба убирати током поплава, јер свако мешање у природне системе може оштетити екосистем.